# Федорченко Олесь Євгенович
Олесь Євгенович Федорченко (нар. 29 березня 1984) — український артист театру та кіноактор. Син актора Євгена Федорченка.

## Життєпис
Народився 29 березня 1984 року у Львові. У 2001—2006 роках навчався у Львівському національному університеті на факультеті журналістики. Згодом закінчив  Львівський національний університет імені Івана Франка факультет  " драматичний актор театру та кіно". Серед викладачів Федорченка були народна артистка України Таїсія Литвиненко, заслужений діяч мистецтв України Юрій Чеков, заслужена артистка України Альбіна Сотникова.
Виступає у виставах Національного академічного українського драматичного театру імені Марії Заньковецької. У 2016 році знявся у скандальному польському фільмі «Волинь». У 2017 році отримав головну чоловічу роль у серіалі «Догори дриґом».

### Автомобільна аварія та складна операція
15 липня 2018 року Олесь Федорченко потрапив у ДТП. Поблизу села Тухолька Львівської області на мотоциклі не впорався з керуванням та зіткнувся із зустрічним автобусом. Внаслідок аварії він отримав важку політравму та травматичну ампутацію ноги.
Після реабілітації повернувся до Національного театру імені Марії Заньковецької та продовжив працю.
Першою акторською роботою після повернення  стала роль Морячка у виставі за твором Валерії Бурлакової "Життя P.S.".
У 2022 рік – Міжнародний фестиваль імені Нодара Думбадзе(Грузія) перемога у номінації “Кращий акторський ансамбль” з виставою “Життя P.S.” У тому ж році  став переможцем мистецької премії імені Богдана Хмельницького ( від Міністерства оборони України) у номінації “Краща вистава” ( “Життя P.S.”).

## Ролі

### Фільмографія
- 2016: Волинь (пол. Wołyń) — Іван Гук
- 2017: Догори дриґом — Мар'ян, головна роль

### Театральний репертуар
Національний академічний український драматичний театр імені Марії Заньковецької
- «Віяло леді Віндермір» Оскар Вайльд — гості;
- «Гуцулка Ксеня» Ярослав Барнич — німий скрипаль; гуцул;
- «Державна зрада» Рей Лапіка — Павло Ашанін;
- «Неаполь-місто попелюшок» Надія Ковалик — емігранти;
- «Ісус, син Бога живого» Василь Босович — спокусник; воїни;
- «Невольник» Тарас Шевченко — яничари;
- «Сільва» Імре Кальман — шанувальники театру та гості на балу;
- «Шаріка» Ярослав Барнич — Січові Стрільці;
- «Назар Стодоля» Тарас Шевченко — Назар Стодоля, хорунжий;
- «Диво-квітка» Наталія Боймук — княжич Левко;
- «Ярославна — королева Франції» Валентин Соколовський — чернець;
- «Король стрільців або Муза в офсайді» Іван Керницький — гурт спортовців-футболістів;
- «Циліндр» Едуардо де Філіппо — Антоніо; чоловіки;
- «Симфонія сльози» Юрій Косач — Олександр; музики;
- «Безодня» Орест Огородник — Василь; солдати;
- «Різдвяна ніч» Михайло Старицький (за Миколою Гоголем) — Вакула, син Солохи, коваль і маляр; козаки:;
- «Украдене щастя» Іван Франко — Михайло Гурман, жандарм;
- «Труффальдіно з Бергамо» Карло Гольдоні — слуга; лицедії, слуги готелю;
- «Сватання на Гончарівці» Григорій Квітка-Основ'яненко — хлопці;
- «Марія Заньковецька» Іван Рябокляч — Микола Садовський;
- «За двома зайцями» Михайло Старицький — Степан Глейтюк, слюсар; друзі Степана;
- «Життя  P.S» - В.Бурлакова – Морячок;
- «Різдвяне диво є!»концерт - Ведучий;
- «Музичний ринг»концерт - Ведучий;
- «П'ять пісень Полісся»Л.Тимошенко - Георгій;Алкаш;
- «Полісянка» О.Огородник - Щирецький;
- «Микита Кожум'яка» О.Олесь - Воєвода;
- «Львівське танго»А.Бондаренко, Н.Боймук - пан Петро, імпресаріо;
- «Ой не ходи, Грицю, та на вечорниці » М.Старицький - Хома;
- « Дами і гусари» А.Фредро - Рембо;
- « 1984  OCCUPATION» за.Дж.Орвеллом - Старший брат;

Львівський драматичний театр імені Лесі Українки
- «Приборкання норовливої» В. Шекспір — Петруччо
- «Лісова пісня» Леся Українка — Той, що греблі рве
- «Білий ангел з чорними крилами» Д. Балико — лікар Самойлов
- «Сорочинський ярмарок» за М. Гоголем — циган Хвенько